# Palicourea insignis
Palicourea insignis är en måreväxtart som beskrevs av Julian Alfred Steyermark. Palicourea insignis ingår i släktet Palicourea och familjen måreväxter. Inga underarter finns listade i Catalogue of Life.